# Challenger de Cali 2015
El torneo Seguros Bolívar Open Cali 2015 es un torneo profesional de tenis. Pertenece al ATP Challenger Series 2015. Se disputará su 18.ª edición sobre superficie Tierra batida, en Cali, Colombia entre el 4 al 10 de mayo de 2015.

## Jugadores participantes del cuadro de individuales
| Favorito | País                               | Jugador              | Rank1 | Posición en el torneo |
| -------- | ---------------------------------- | -------------------- | ----- | --------------------- |
| 1        | Bandera de Eslovenia               | Blaž Rola            | 93    | Cuartos de final      |
| 2        | Bandera de Bélgica                 | Niels Desein         | 161   | Segunda ronda         |
| 3        | Bandera de Estados Unidos          | Chase Buchanan       | 163   | Primera ronda         |
| 4        | Bandera de Chile                   | Nicolás Jarry        | 183   | Semifinales           |
| 5        | Bandera de Argentina               | Guido Andreozzi      | 204   | Segunda ronda         |
| 6        | Bandera de Suecia                  | Christian Lindell    | 222   | Primera ronda         |
| 7        | Bandera de Argentina               | Juan Ignacio Londero | 235   | Segunda ronda         |
| 8        | Bandera de la República Dominicana | José Hernández       | 240   | Cuartos de final      |

- 1 Se ha tomado en cuenta el ranking del 27 de abril de 2015.

### Otros participantes
Los siguientes jugadores recibieron una invitación (wild card), por lo tanto ingresan directamente al cuadro principal (WC):
- José Carvajal
- Daniel Galán
- Felipe Mantilla
- David Souto

Los siguientes jugadores ingresan al cuadro principal tras disputar el cuadro clasificatorio (Q):
- Gonzalo Escobar
- Fernando Romboli
- Wilson Leite
- Nicolas Santos

## Campeones

### Individual Masculino
- Fernando Romboli derrotó en la final a  Giovanni Lapentti, 4–6, 6–3, 6–2

### Dobles Masculino
- Marcelo Demoliner /  Miguel Ángel Reyes-Varela derrotaron en la final a  Emilio Gómez /  Roberto Maytín, 6–1, 6–2